# Kysucké Nové Mesto
Kysucké Nové Mesto (in ungherese Kiszucaújhely, in tedesco Kischützneustadt o Oberneustadl) è una città della Slovacchia, capoluogo del distretto omonimo, nella regione di Žilina; deve il suo nome al fiume Kysuca che l'attraversa.

## Amministrazione

### Gemellaggi
- Rive-de-Gier